# 3526 Jeffbell
3526 Jeffbell (1984 CN) là một tiểu hành tinh vành đai chính được phát hiện ngày 5 tháng 2 năm 1984 bởi Ted Bowell ở Flagstaff (AM).